# Переходный глагол
Перехо́дный глаго́л (лат. verbum transitivum) — глагол, употреблямый с существительным в винительном падеже без предлога в значении прямого объекта действия (пациенса). Грамматически противопоставлен непереходному глаголу.

## Краткая характеристика
Я выращиваю картошку — глагол «выращивать» является переходным, то есть требует присоединения пациенса (объекта действия). Без такового действие невозможно. Смысл переходности — агенс (субъект действия) и пациенс (объект действия) разделены, то есть выполняется действие с чем-то. С точки зрения взаимодействия с актантами, переходный глагол является глаголом валентности 2 и больше.
Глагол, имеющий несколько моделей управления, может быть одновременно переходным и непереходным (в фильме он играл Шерлока Холмса, который любил играть на скрипке). В таких случаях прямым дополнением в форме винительного падежа без предлога обозначается тот участник ситуации, который, по мнению говорящего, в большей мере затронут данным действием (ср. обмотать шею шарфом и обмотать шарф вокруг шеи).
Семантика переходных может отличаться от семантики непереходных глаголов, например, в английском языке:
- I run — я бегу (глагол в непереходной форме, объект отсутствует).
- I run a company — я управляю компанией (тот же глагол в переходной форме, объект наличествует).

Переходность интересна, во-первых, своей связью с семантикой глагола, во-вторых, редким планом выражения, в-третьих, родством с категориями залога и возвратности.
В семантическом плане переходными являются многие глаголы со значением прямого воздействия субъекта на объект (бить, ласкать), чувственного отношения (любить, ненавидеть) и т. д. Переходными почти никогда не являются глаголы со значением перемещения самого себя, так как они не могут иметь прямого объекта.
План выражения переходности интересен тем, что он выходит за рамки словоформы, раз её признаком является наличие управляемого существительного.
Переходными не являются глаголы в страдательном залоге и возвратные глаголы. Например, правильно: «Вася спас Доримедонта», неправильно: «Вася спасся Доримедонта», «Вася спасён Доримедонта». Это происходит потому, что сказуемое в страдательном залоге описывает состояние объекта, а не действия субъекта по отношению к нему.